# フェニルピルビン酸デカルボキシラーゼ
フェニルピルビン酸デカルボキシラーゼ(Phenylpyruvate decarboxylase、EC 4.1.1.43)は、以下の化学反応を触媒する酵素である。
フェニルピルビン酸{\displaystyle \rightleftharpoons }フェニルアセトアルデヒド + CO2
従って、この酵素の基質は、フェニルピルビン酸のみ、生成物は、フェニルアセトアルデヒドと二酸化炭素の2つである。
この酵素はリアーゼ、特に炭素-炭素結合を切断するカルボキシリアーゼに分類される。系統名は、フェニルピルビン酸 カルボキシリアーゼ (フェニルアセトアルデヒド形成)(phenylpyruvate carboxy-lyase (phenylacetaldehyde-forming))である。また、phenylpyruvate carboxy-lyaseとも呼ばれる。この酵素は、フェニルアラニン及びトリプトファンの代謝に関与している。

## 構造
2007年末時点で、1つの構造が解明されている。蛋白質構造データバンクのコードは、2NXWである。